# Ilex pseudobuxus
Ilex pseudobuxus é uma espécie de plantas da famílias das aquifoliáceas. Esta espécie é endêmica do Brasil.

## Distribuição
Esta espécie é endêmica do Brasil, ocorre nas regiões Nordeste, Sudeste e Sul.